# Karyotyp

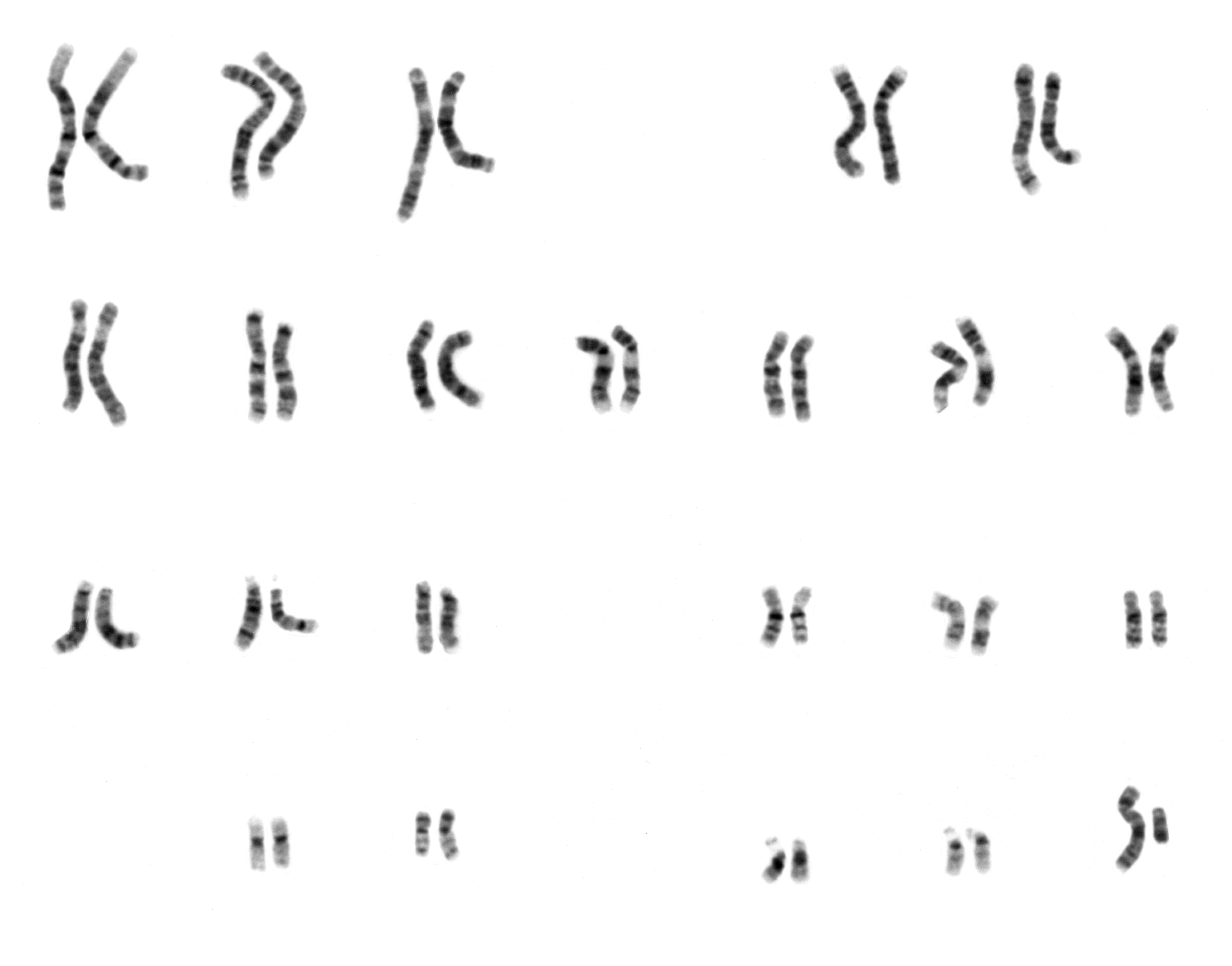
Karyotyp z jádra somatické buňky člověka.

Karyotyp je soubor všech chromozómů v jádře buňky. V buněčných jádrech určitého organismu a druhu je konstantní do počtu, velikosti i tvaru chromozómů a jako takový se používá jako druhový znak. Karyotyp je jeden ze základních objektů cytogenetiky.

## Stanovení karyotypu
Ke stanovení karyotypu je zapotřebí preparátu, který obsahuje buňky v metafázi mitózy.
Cytogenetický preparát je fixován a obarven, jsou identifikovány jednotlivé chromozómy a seřazeny do dvojic (u organismů s 2n sadou chromozómů v somatických buňkách) podle přijatých pravidel (sleduje se především velikost chromozómu a uložení centromery). Tento reálný karyotyp se pak může porovnávat s idiogramem, který představuje ideální schematické zobrazení daného druhu. Toto srovnání se používá při moderní šlechtitelské plemenitbě pro vyřazení jedinců s chromozómovými mutacemi z rozmnožovacího procesu, v humánní medicíně pro stanovení diagnózy při podezření na genetickou vadu a při studiu těchto vad, a při studiích zabývajících se mutagenními faktory.
Srovnání idiogramů odlišných skupin organismů se často používá pro potřeby taxonomických a fylogenetických studií.
Podmínky pro úspěšné stanovení karyotypu:
- získání dělících se buněk z mitoticky aktivních tkání (např. vzrostný vrchol, kostní dřeň, buňky z plodové vody)
- výroba preparátu s buňkami ve fázi metafáze (lze dosáhnout po předchozí aplikaci kolchicinu či některých jeho derivátů)
- neshlukovité a nepřekrývající se rozmístění jednotlivých chromozómů v buňce (pomůže krátkodobé umístění preparátu v hypotonickém roztoku).

## Karyotypy

### Obecně
Karyotyp somatické buňky představuje obvykle dvojnásobná (diploidní) sada chromozómů (2n) oproti pohlavní buňce (1n – haploidní). Existují však výjimky u organismů, kde mohou být somatické buňky taktéž se sestavou 1n, příkladem jsou třeba včelí samci, zvaní trubci, kteří vznikají partenogenezí, 2n chromozómů mají u tohoto druhu pouze samice (královna a dělnice).

### Somatický karyotyp u některých druhů
- člověk – (46)
- včela medonosná (samice 32, samec 16)
- prase domácí (38)
- kapr obecný (104)